# Tholera autumnalis
Tholera autumnalis är en fjärilsart som beskrevs av Curtis 1825. Tholera autumnalis ingår i släktet Tholera och familjen nattflyn. Inga underarter finns listade i Catalogue of Life.